# Droga magistralna A16 (Litwa)
Droga magistralna A16 (lit. Magistralinis kelias A16) – litewska droga magistralna długości 137,51 km. Łączy Wilno z Mariampolem.